# Залуский, Юзеф Анджей
Ю́зеф А́нджей Залу́ский (Иосиф Андрей Залуский, пол. Józef Andrzej Załuski, 12 января 1702 — 7 января 1774) — польский церковный и государственный деятель, библиофил и меценат из рода Залуских. Брат Анджея Станислава Залуского, племянник Анджея Хризостома Залуского.

## Биография
Был коронным референдарием, епископом киевским. Вместе с Конарским ему принадлежит заслуга издания «Volumina legum». Издал также «Specimen historiae criticae», в котором старался критически разобраться с информацией о бунте Зебжидовского. Горячий сторонник Станислава Лещинского, он одно время жил с ним в Лотарингии.
Залуский поддерживал отношения с массой как польских, так и заграничных знаменитостей, и все свои доходы с польских и французских аббатств использовал на составление библиотеки. Когда его библиотека была уже достаточно богата, он сделал её доступной для публики. На сейме Радомской конфедерации Залуский заявил себя как противник увеличения прав диссидентов.
Это навлекло на него гонение со стороны русского посла князя Репнина, который в ночь на 13 октября 1767 года распорядился схватить его вместе с двумя Ржевускими и Солтыком, епископом краковским, и отправил в Калугу.
Вынужденным досугом Залуский воспользовался для того, чтобы написать белыми стихами каталог польских книг, часть которого издана была И. Мучковским под названием «Biblijoteka historyków, polityków i prawników» (Краков, 1832).
В 1773 году Залуский вернулся в Варшаву и проводил время в поисках средств для обеспечения финансирования своей библиотеки, которую он в завещании, написанном в 1769 году, передал в собственность народу. Ещё при жизни Залуского администрация библиотеки была передана в ведение Эдукационной комиссии.
В 1795 году по приказанию императрицы Екатерины II библиотека Залуского была отвезена в Санкт-Петербург и вошла в состав Императорской Публичной библиотеки. Многие книги во время перевозки потерялись, но тем не менее в Санкт-Петербург был привезено 262640 томов книг и 25000 гравюр.
Из трудов Залуского, помимо упомянутых, известны: «Analecta historia» (Варшава, 1731); «Conspectus novae collectionis legum ecclesiastlcarum Poloniae» (Варшава, 1744); «Bibliotheca poetarum polonorum» (Варшава, 1752—1756). Залуский написал также свою собственную автобиографию, в белых стихах (Варшава, 1773).